# Impacto ambiental da indústria do petróleo

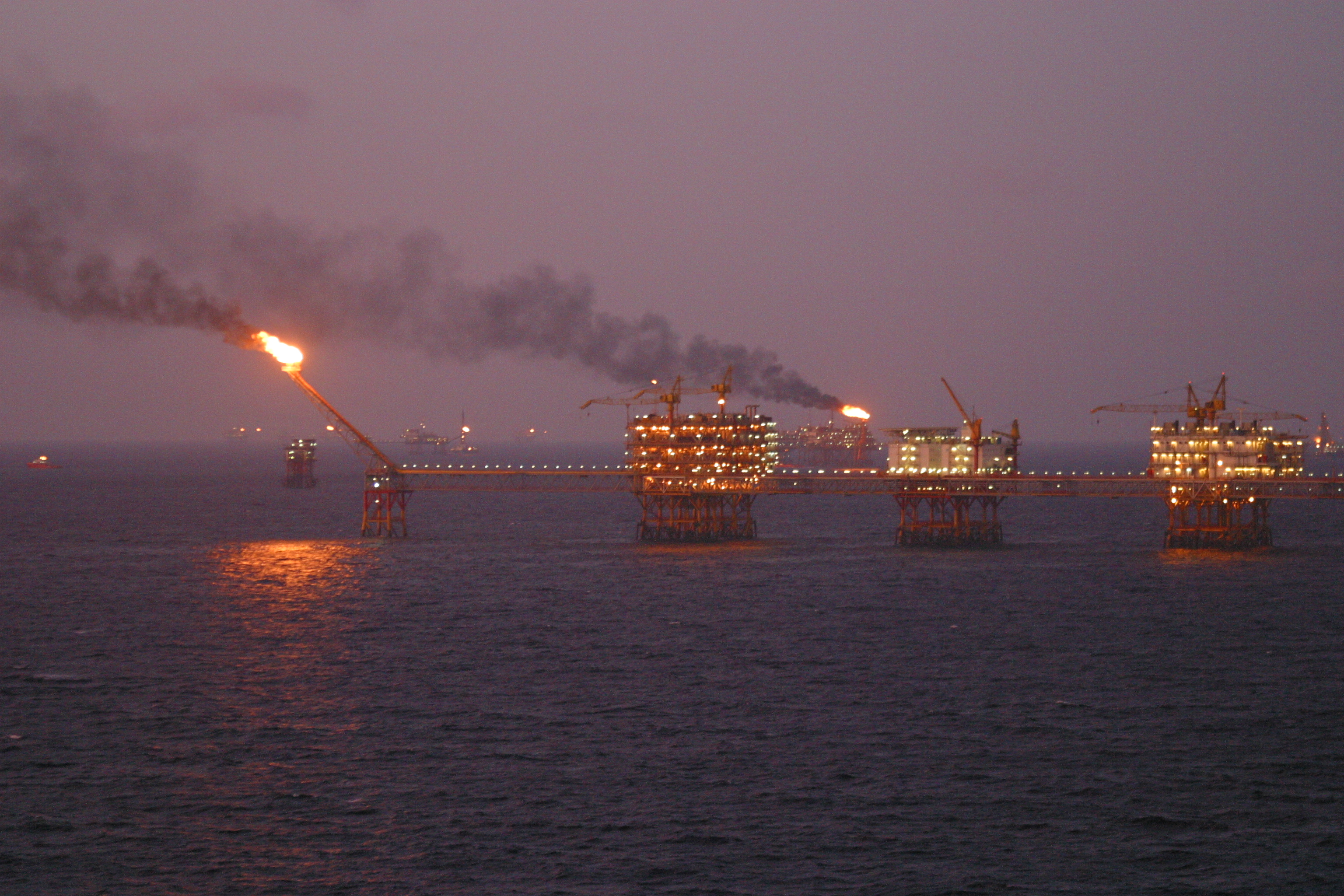
Queima de gás de plataformas de extração de petróleo offshore

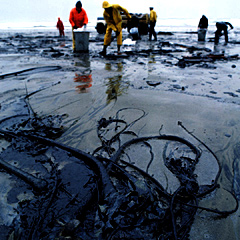
Uma praia após um derramamento de óleo.

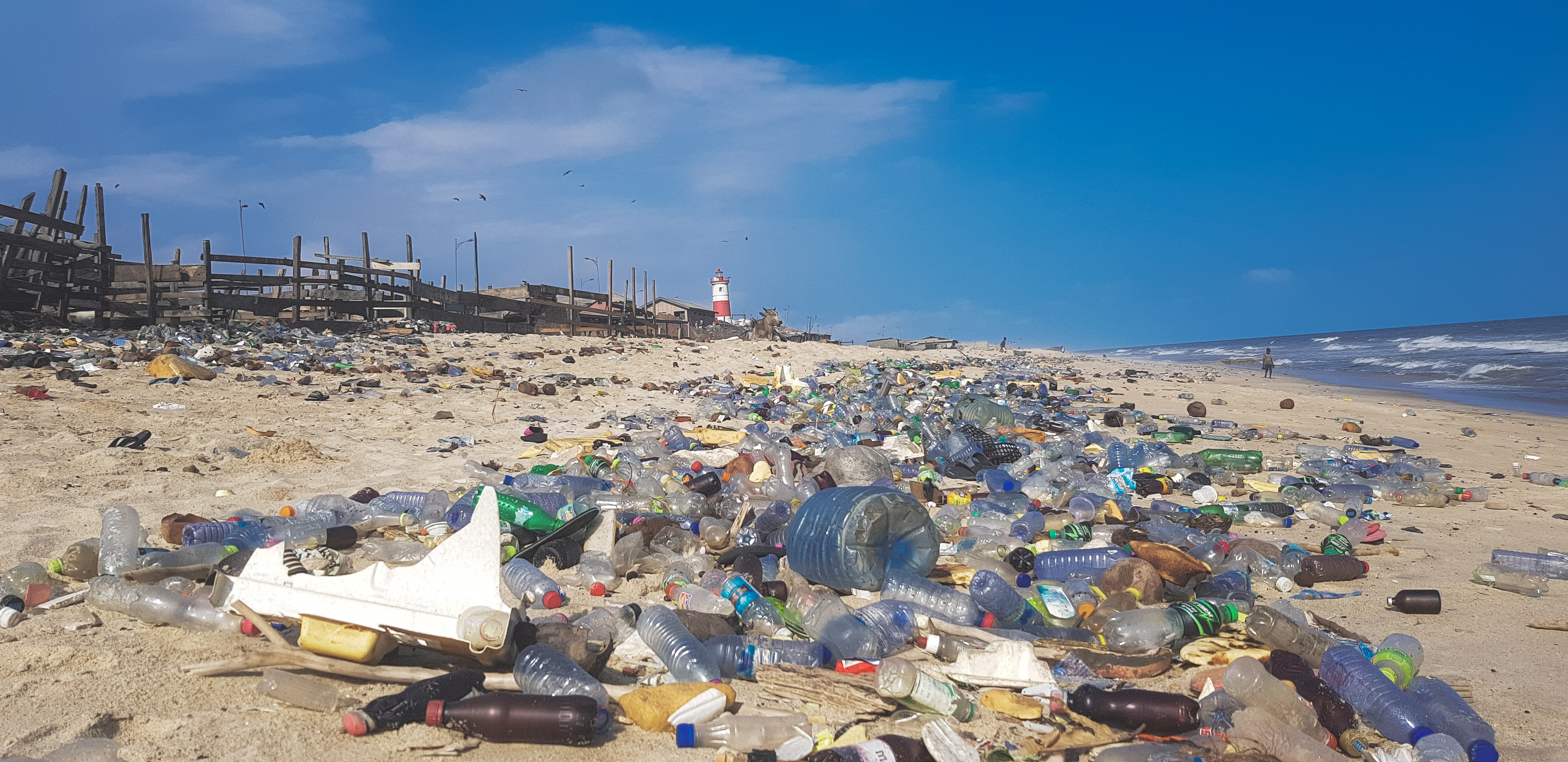
Acumulação de resíduos plásticos em uma praia

O impacto ambiental da indústria do petróleo é extenso e expansivo devido ao petróleo ter muitos usos. O petróleo bruto e o gás natural são fontes primárias de energia e matéria-prima que viabilizam inúmeros aspectos do cotidiano moderno e da economia mundial. Sua oferta cresceu rapidamente nos últimos 150 anos para atender às demandas do rápido aumento da população humana, criatividade, conhecimento e consumismo.
Quantidades substanciais de resíduos tóxicos e não tóxicos são geradas durante as etapas de extração, refinamento e transporte de petróleo e gás. Alguns subprodutos da indústria, como compostos orgânicos voláteis, compostos de nitrogênio e enxofre e óleo derramado, podem poluir o ar, a água e o solo em níveis prejudiciais à vida quando administrados de forma inadequada. O aquecimento climático, a acidificação dos oceanos e o aumento do nível do mar são mudanças globais intensificadas pelas emissões da indústria de gases de efeito estufa, como dióxido de carbono  CO) e metano, e aerossóis de micropartículas, como o carbono negro.
Entre todas as atividades humanas, a queima de combustíveis fósseis é a que mais contribui para o acúmulo contínuo de carbono na biosfera da Terra.  A Agência Internacional de Energia e outros relatam que o uso de petróleo e gás representou mais de 55% (18 bilhões de toneladas) do recorde de 32,8 bilhões de toneladas (BT) de CO  liberado na atmosfera de todas as fontes de energia durante o ano de 2017.  O uso de carvão compreendia a maior parte dos 45% restantes. As emissões totais continuam a aumentar quase todos os anos: mais 1,7% para 33,1 BT em 2018.
Através das suas próprias operações, a indústria petrolífera contribuiu directamente com cerca de 8% (2,7 BT) do 32,8 BT em 2017. Além disso, devido às suas liberações intencionais e outras de gás natural, a indústria contribuiu diretamente com pelo menos 79 milhões de toneladas de metano (2,4 BT CO 2 -equivalente) nesse mesmo ano; uma quantidade igual a cerca de 14% de todas as emissões antropogênicas e naturais conhecidas do potente gás de aquecimento.
Juntamente com combustíveis como gasolina e gás natural liquefeito, o petróleo permite muitos produtos químicos e produtos de consumo, como fertilizantes e plásticos . A maioria das tecnologias alternativas para geração, transporte e armazenamento de energia só podem ser realizadas neste momento devido à sua utilidade diversificada. A conservação, a eficiência e a minimização dos impactos dos resíduos de produtos petrolíferos são ações eficazes da indústria e do consumidor para alcançar uma melhor sustentabilidade ambiental.

## Problemas gerais

### Compostos tóxicos

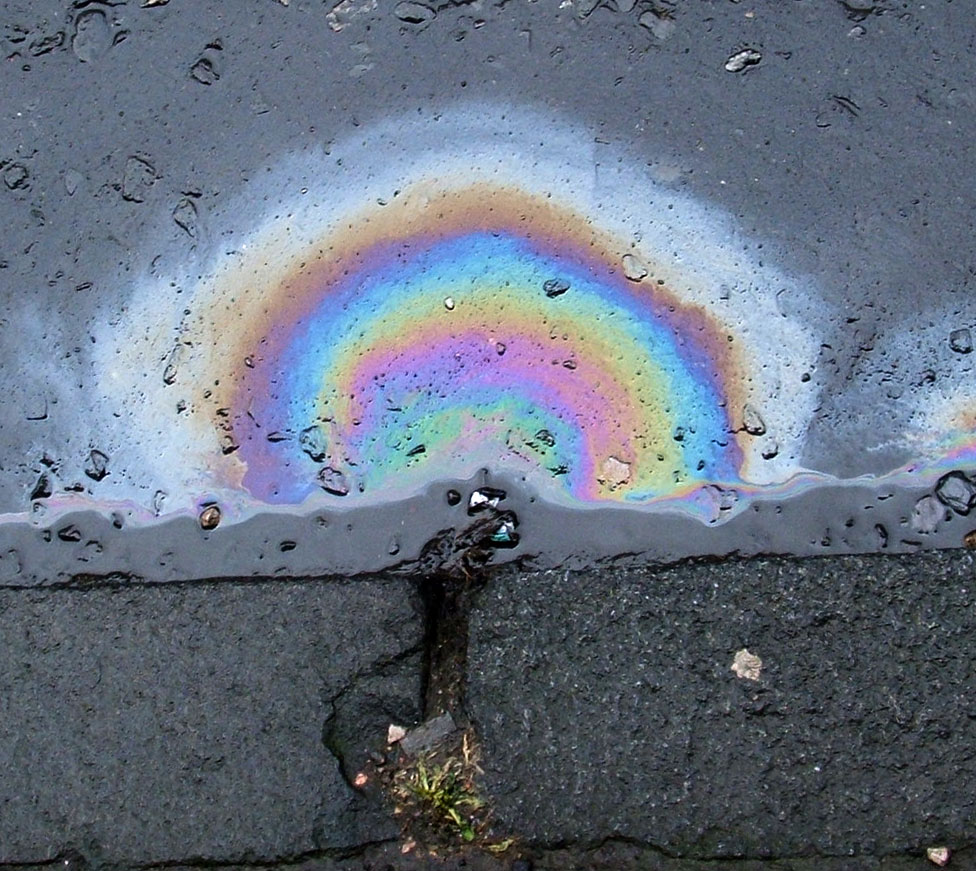
Os destilados de petróleo podem criar um brilho na superfície da água como uma camada fina, criando um fenômeno óptico chamado interfase

O petróleo é uma mistura complexa de muitos componentes. Esses componentes incluem hidrocarbonetos aromáticos de cadeia linear, ramificada, cíclicos, aromáticos monocíclicos e policíclicos. A toxicidade dos óleos pode ser entendida usando o potencial tóxico ou a toxicidade de cada componente individual do óleo na solubilidade em água desse componente. Existem muitos métodos que podem ser usados para medir a toxicidade do petróleo bruto e outros produtos derivados do petróleo. Certos estudos que analisam os níveis de toxicidade podem usar o modelo de lipídio alvo ou análise colorimétrica usando corantes coloridos para avaliar a toxicidade e a biodegradabilidade.
Diferentes óleos e produtos derivados do petróleo têm diferentes níveis de toxicidade. Os níveis de toxicidade são influenciados por muitos fatores, como intemperismo, solubilidade, bem como propriedades químicas, como persistência. O aumento do intemperismo tende a diminuir os níveis de toxicidade à medida que substâncias mais solúveis e de menor peso molecular são removidas. Substâncias altamente solúveis tendem a ter níveis mais altos de toxicidade do que substâncias pouco solúveis em água. Geralmente os óleos que possuem cadeias de carbono mais longas e com mais anéis de benzeno apresentam níveis mais altos de toxicidade. O benzeno é o produto derivado do petróleo com maior nível de toxicidade. Outras substâncias que não o benzeno que são altamente tóxicas são o tolueno, o metilbenzeno e os xilenos (BETX). As substâncias com menor toxicidade são o petróleo bruto e o óleo de motor.
Apesar dos níveis variados de toxicidade entre as diferentes variantes do petróleo, todos os produtos derivados do petróleo têm impactos adversos na saúde humana e no ecossistema . Exemplos de efeitos adversos são emulsões de óleo nos sistemas digestivos de certos mamíferos que podem resultar em diminuição da capacidade de digerir nutrientes que podem levar à morte de certos mamíferos. Outros sintomas incluem rupturas capilares e hemorragias. As cadeias alimentares dos ecossistemas podem ser afetadas devido à diminuição da produtividade das algas, ameaçando assim certas espécies. O óleo é "extremamente letal" para os peixes - ou seja, mata os peixes rapidamente, na concentração de 4.000 partes por milhão ( ppm ) (0,4%). A toxicidade dos produtos derivados do petróleo ameaça a saúde humana. Muitos compostos encontrados no óleo são altamente tóxicos e podem causar câncer (cancerígeno), assim como outras doenças. Estudos em Taiwan ligam a proximidade de refinarias de petróleo a partos prematuros. Petróleo bruto e destilados de petróleo causam defeitos congênitos.
O benzeno está presente tanto no petróleo bruto quanto na gasolina e é conhecido por causar leucemia em humanos. O composto também é conhecido por diminuir a contagem de glóbulos brancos em humanos, o que deixaria as pessoas expostas a ele mais suscetíveis a infecções. “Estudos ligaram a exposição ao benzeno na faixa de meras partes por bilhão (ppb) à leucemia terminal, linfoma de Hodgkin e outras doenças do sangue e do sistema imunológico dentro de 5 a 15 anos de exposição”.
O gás fóssil e o petróleo contêm naturalmente pequenas quantidades de elementos radioativos que são liberados durante a mineração. A alta concentração desses elementos na salmoura é uma preocupação tecnológica e ambiental.

### Gases de efeito estufa
A extração de petróleo interrompe o equilíbrio do ciclo de carbono da Terra ao transportar carbono geológico sequestrado para a biosfera. O carbono é utilizado pelos consumidores de várias formas e uma grande fração é queimada na atmosfera; criando assim quantidades maciças de gás de efeito estufa, dióxido de carbono, como um produto residual. O gás natural (principalmente metano) é uma casa de efeito estufa ainda mais potente quando escapa para a atmosfera antes de ser queimado.
Desde que a era industrial começou por volta de 1750-1850 com o uso crescente de madeira e carvão, a concentração atmosférica de dióxido de carbono e metano aumentou cerca de 50% e 150%, respectivamente, acima de seus níveis relativamente estáveis dos mais de 800.000 anos anteriores.  Cada um está aumentando atualmente a uma taxa de cerca de 1% a cada ano, uma vez que cerca de metade do carbono adicionado foi absorvido pela vegetação terrestre e pelos sumidouros oceânicos da Terra. O crescimento das emissões anuais também tem sido tão rápido que a quantidade total de carbono fóssil extraída nos últimos 30 anos excede a quantidade total extraída durante toda a história humana anterior.

### Microplásticos

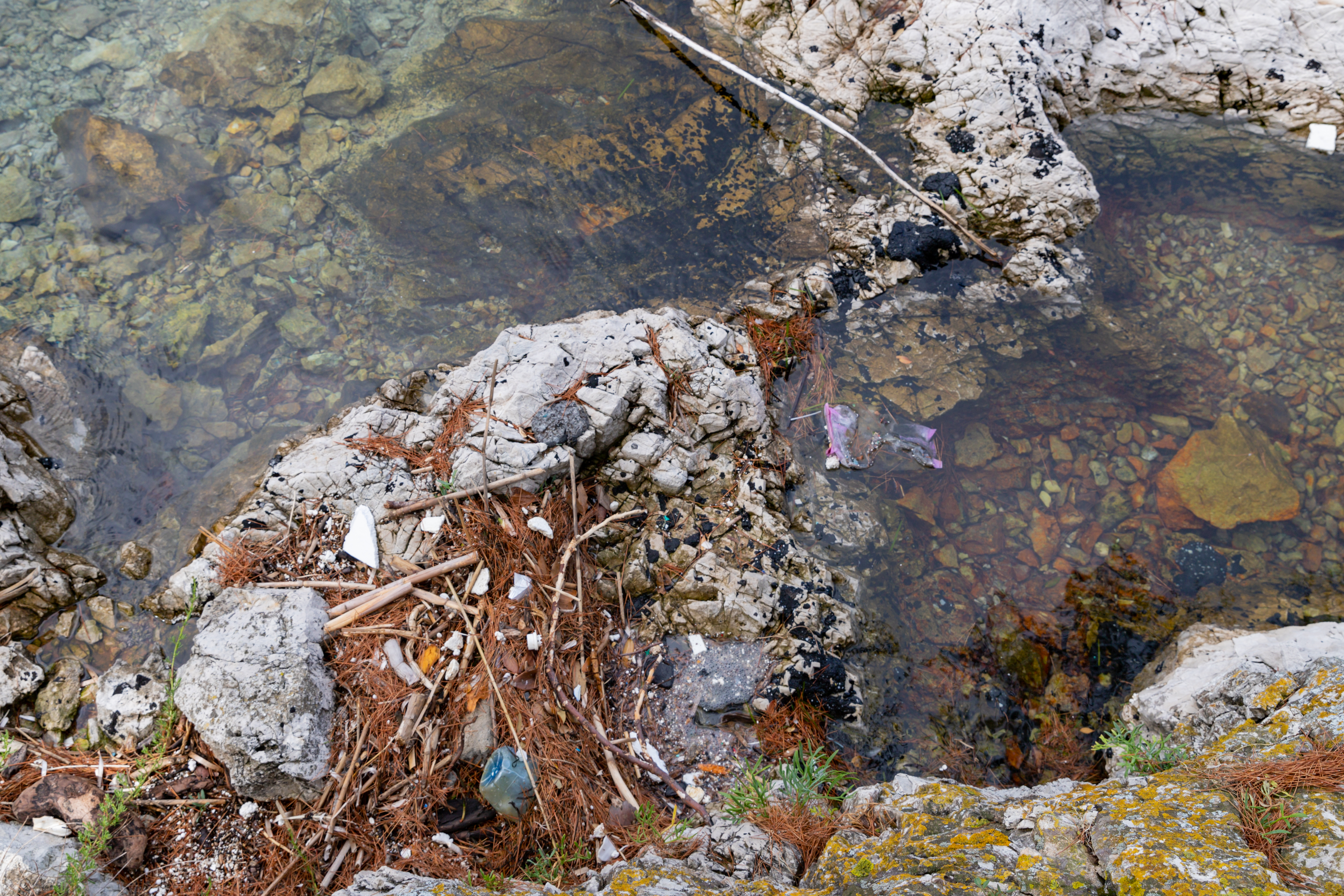
Microplásticos no Parque Nacional de Mljet, Croácia

O petróleo permitiu que os plásticos fossem usados para criar uma ampla variedade e grande quantidade de itens de consumo a custos de produção extremamente baixos. As taxas de crescimento anual da produção estão próximas de 10% e são impulsionadas em grande parte pelos plásticos de uso único para os quais o descarte inadequado é comum.
A maioria do plástico não é reciclada e se fragmenta em pedaços cada vez menores ao longo do tempo. Microplásticos são partículas menores que 5 mm de tamanho. Os microplásticos são observáveis em amostras de ar, água e solo coletadas em quase todos os locais da superfície da Terra e também cada vez mais em amostras biológicas. Os efeitos a longo prazo do acúmulo ambiental de resíduos plásticos estão sob avaliação científica, mas até agora desconhecidos. Os microplásticos são preocupantes porque têm tendência a adsorver poluentes em sua superfície, bem como a capacidade de bioacumulação.

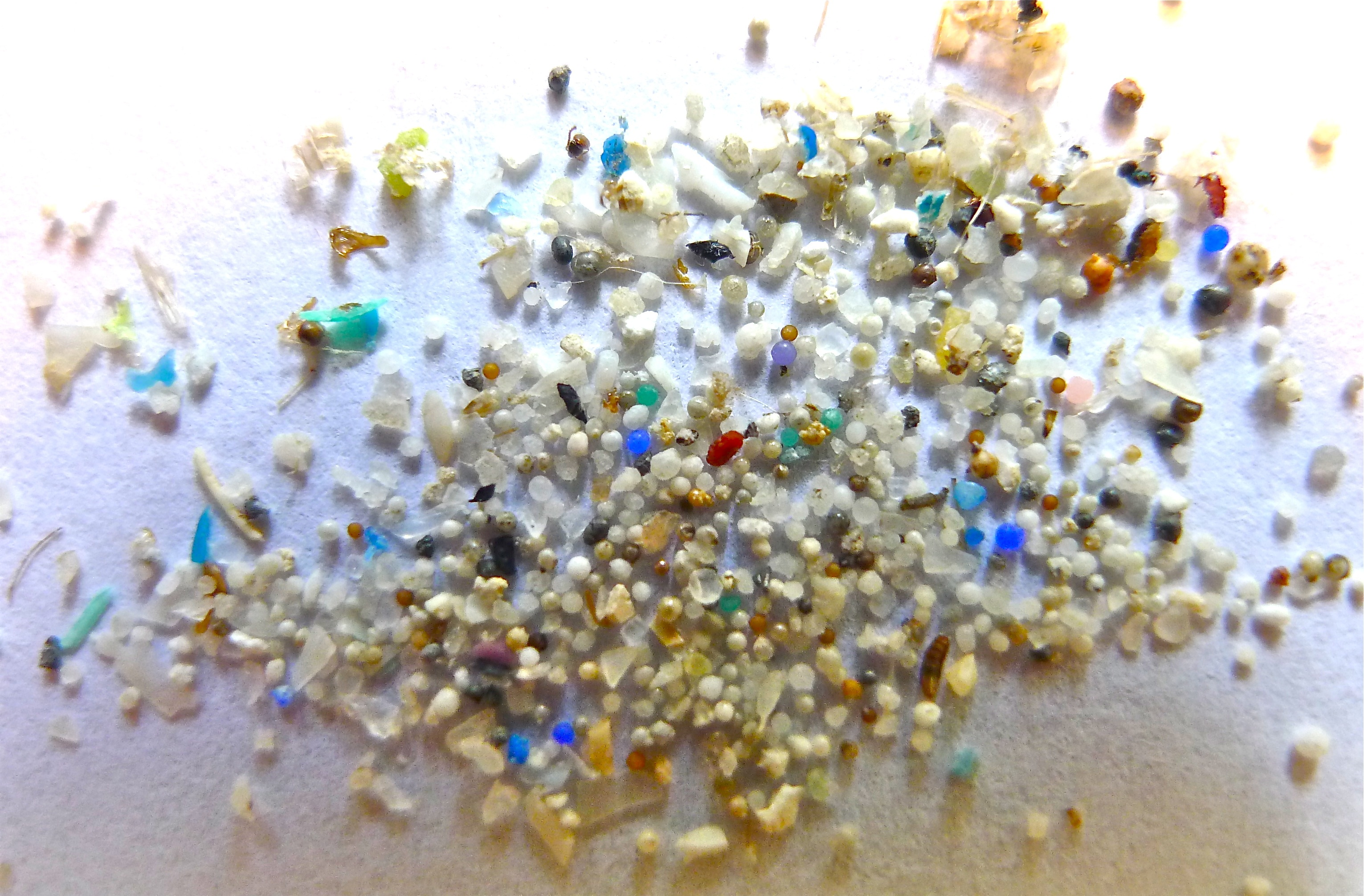
Os microplásticos podem ser encontrados no oceano e nos habitats marinhos

Quando as partículas são ingeridas por organismos marinhos, geralmente acabam em tecidos como as glândulas digestivas, sistema circulatório, brânquias e intestinos.  Quando esses organismos são consumidos e deslocados para cima na cadeia alimentar, eles acabam criando um risco de exposição a organismos maiores e, finalmente, humanos. Os microplásticos possuem muitos riscos para vários organismos. Eles são conhecidos por interromper a alimentação de algas, aumentar a mortalidade e diminuir a fertilidade em copépodes.  Entre os mexilhões, os microplásticos são conhecidos por interromper a filtração e induzir respostas inflamatórias. Ainda há falta de dados sobre como essas partículas afetam os seres humanos porque a maioria dos organismos marinhos é eviscerada antes de ser consumida. Apesar disso, seus efeitos ambientais estão bem documentados e a extensão de seus danos é bem compreendida.

## Impactos locais e regionais
Alguns impactos nocivos do petróleo podem ser limitados às localizações geográficas onde é produzido, consumido e/ou descartado. Em muitos casos, os impactos podem ser reduzidos a níveis seguros quando os consumidores praticam o uso e descarte responsáveis. Os produtores de produtos específicos podem reduzir ainda mais os impactos por meio da avaliação do ciclo de vida e práticas de design ambiental.

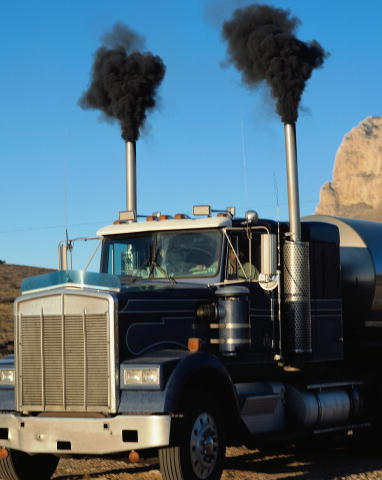
Exaustão de diesel de petróleo de um caminhão

#### Emissões de escape
As emissões da indústria do petróleo ocorrem em todas as cadeias do processo de produção de petróleo, desde a extração até a fase de consumo. Na fase de extração, a ventilação e a queima de gás liberam não apenas metano e dióxido de carbono, mas vários outros poluentes, como óxidos nitrosos e aerossóis. Certos subprodutos incluem monóxido de carbono e metanol . Quando o óleo ou destilados de petróleo são queimados, geralmente a combustão não é completa e a reação química deixa subprodutos que não são água ou dióxido de carbono. No entanto, apesar da grande quantidade de poluentes, há variação na quantidade e concentração de determinados poluentes. Nas fases de refinamento do petróleo também contribui para grandes quantidades de poluição nas áreas urbanas. Este aumento da poluição tem efeitos adversos na saúde humana devido à toxicidade do petróleo. Um estudo investigando os efeitos das refinarias de petróleo em Taiwan. O estudo encontrou uma maior ocorrência de partos prematuros em mães que viviam próximas a refinarias de petróleo do que mães que viviam longe de refinarias de petróleo. Também foram observadas diferenças nas proporções de sexo e no peso ao nascer das crianças. Além disso, partículas finas de fuligem enegrecem os pulmões de humanos e outros animais e causam problemas cardíacos ou morte. A fuligem é cancerígena (cancerígena)

#### Intrusão de vapor
Compostos orgânicos voláteis (VOCs) são gases ou vapores emitidos por vários sólidos e líquidos."  Hidrocarbonetos de petróleo, como gasolina, diesel ou combustível de aviação, invadindo espaços internos de tanques de armazenamento subterrâneos ou brownfields ameaçam a segurança (por exemplo, potencial explosivo) e causam efeitos adversos à saúde por inalação.

### Chuva ácida

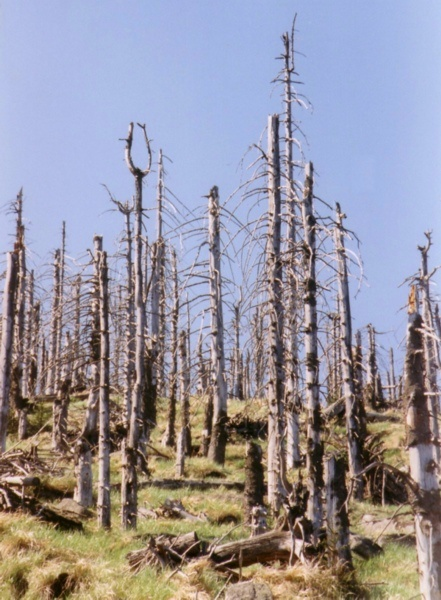
Árvores mortas pela chuva ácida, um efeito colateral indesejado da queima de petróleo

O processo de combustão de petróleo, carvão e madeira é responsável pelo aumento da ocorrência de chuva ácida. A combustão causa um aumento da quantidade de óxido nitroso, juntamente com o dióxido de enxofre do enxofre no óleo. Esses subprodutos se combinam com a água na atmosfera para criar a chuva ácida. O aumento das concentrações de nitratos e outras substâncias ácidas têm efeitos significativos nos níveis de pH das chuvas. Amostras de dados analisadas dos Estados Unidos e da Europa dos últimos 100 anos mostraram um aumento nas emissões de óxido nitroso da combustão. As emissões foram grandes o suficiente para acidificar as chuvas. A chuva ácida tem impactos adversos sobre o ecossistema maior.  Por exemplo, a chuva ácida pode matar árvores e pode matar peixes acidificando lagos. Os recifes de coral também são destruídos pela chuva ácida. A chuva ácida também leva à corrosão de máquinas e estruturas (grandes quantidades de capital) e à lenta destruição de estruturas arqueológicas como as ruínas de mármore de Roma e da Grécia.

### Derramamentos de óleo
Um derramamento de óleo é a liberação de um hidrocarboneto líquido de petróleo no meio ambiente, principalmente áreas marinhas, devido à atividade humana, e é uma forma de poluição. O termo geralmente é aplicado a derramamentos de óleo marinho, onde o óleo é lançado no oceano ou em águas costeiras, mas os derramamentos também podem ocorrer em terra. Os derramamentos de óleo podem ser decorrentes de vazamentos de petróleo bruto de navios- tanque, oleodutos, vagões, plataformas offshore, sondas e poços, bem como derramamentos de produtos petrolíferos refinados (como gasolina, diesel) e seus subprodutos, combustíveis mais pesados utilizados por navios grandes, como combustível de bunker, ou o derramamento de qualquer resíduo oleoso ou óleo usado.
Os principais derramamentos de óleo incluem, Lakeview Gusher, derramamento de óleo da Guerra do Golfo e o derramamento de óleo Deepwater Horizon. O óleo derramado penetra na estrutura da plumagem das aves e na pele dos mamíferos, reduzindo sua capacidade isolante e tornando-os mais vulneráveis às flutuações de temperatura e muito menos flutuantes na água. A limpeza e recuperação de um derramamento de óleo é difícil e depende de muitos fatores, incluindo o tipo de óleo derramado, a temperatura da água (que afeta a evaporação e a biodegradação) e os tipos de costas e praias envolvidas. Outros fatores que influenciam a taxa de contaminação a longo prazo são as entradas contínuas de resíduos de petróleo e a taxa na qual o ambiente pode se limpar Os derramamentos podem levar semanas, meses ou até anos para serem limpos.

### Óleo usado

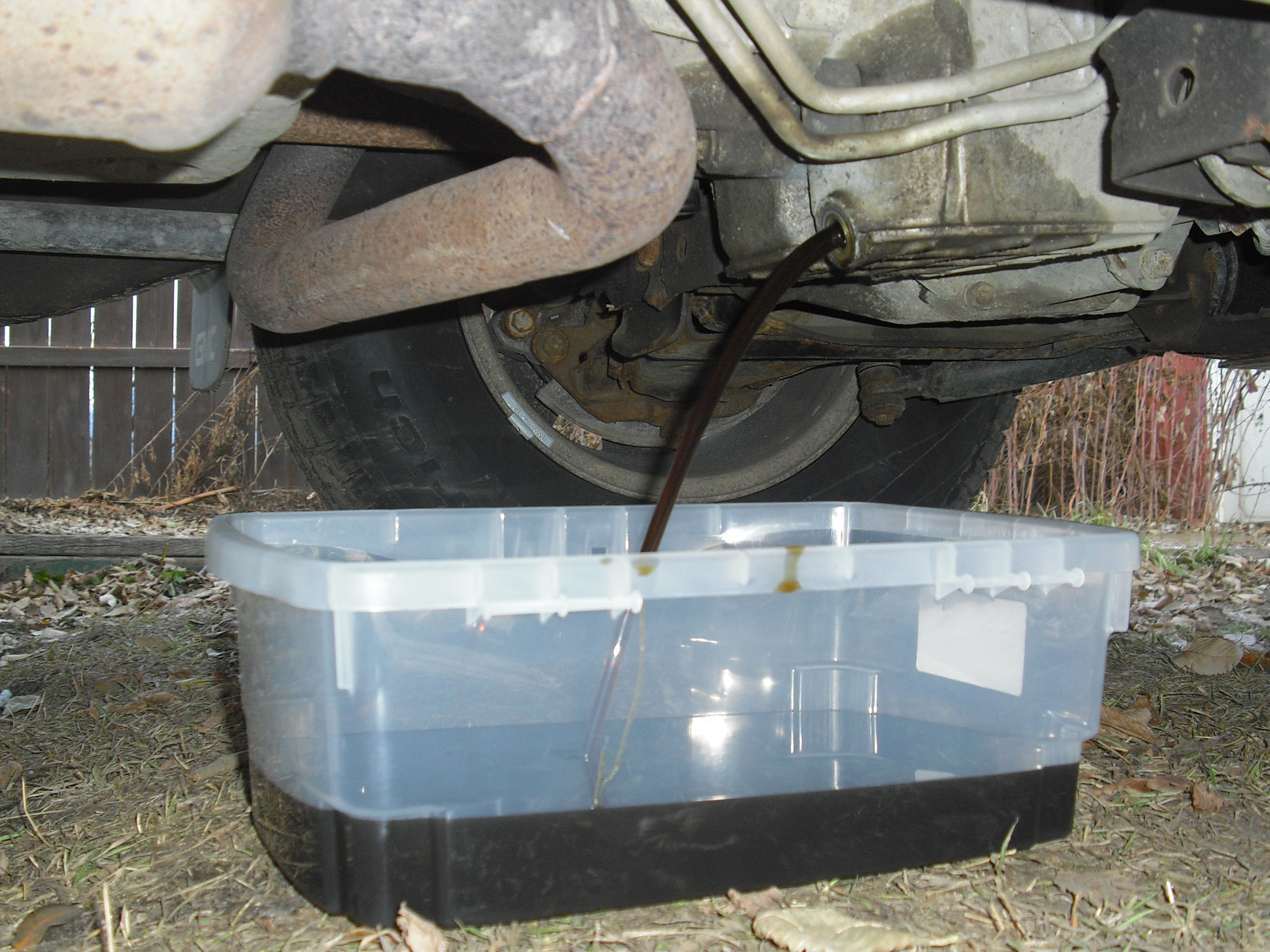
Óleo usado na forma de óleo de motor

O óleo usado é um óleo que contém não apenas produtos de decomposição, mas também impurezas do uso. Alguns exemplos de óleo usado são óleos usados, como óleo hidráulico, óleo de transmissão, fluidos de freio, óleo de motor, óleo de cárter, óleo de caixa de transmissão e óleo sintético . Muitos dos mesmos problemas associados ao petróleo natural existem com o óleo usado. Quando o óleo usado dos veículos pinga dos motores pelas ruas e estradas, o óleo viaja para o lençol freático trazendo consigo toxinas como o benzeno . Isso envenena o solo e a água potável. O escoamento das tempestades transporta óleo usado para rios e oceanos, envenenando-os também.

### Água produzida e descargas de resíduos de perfuração

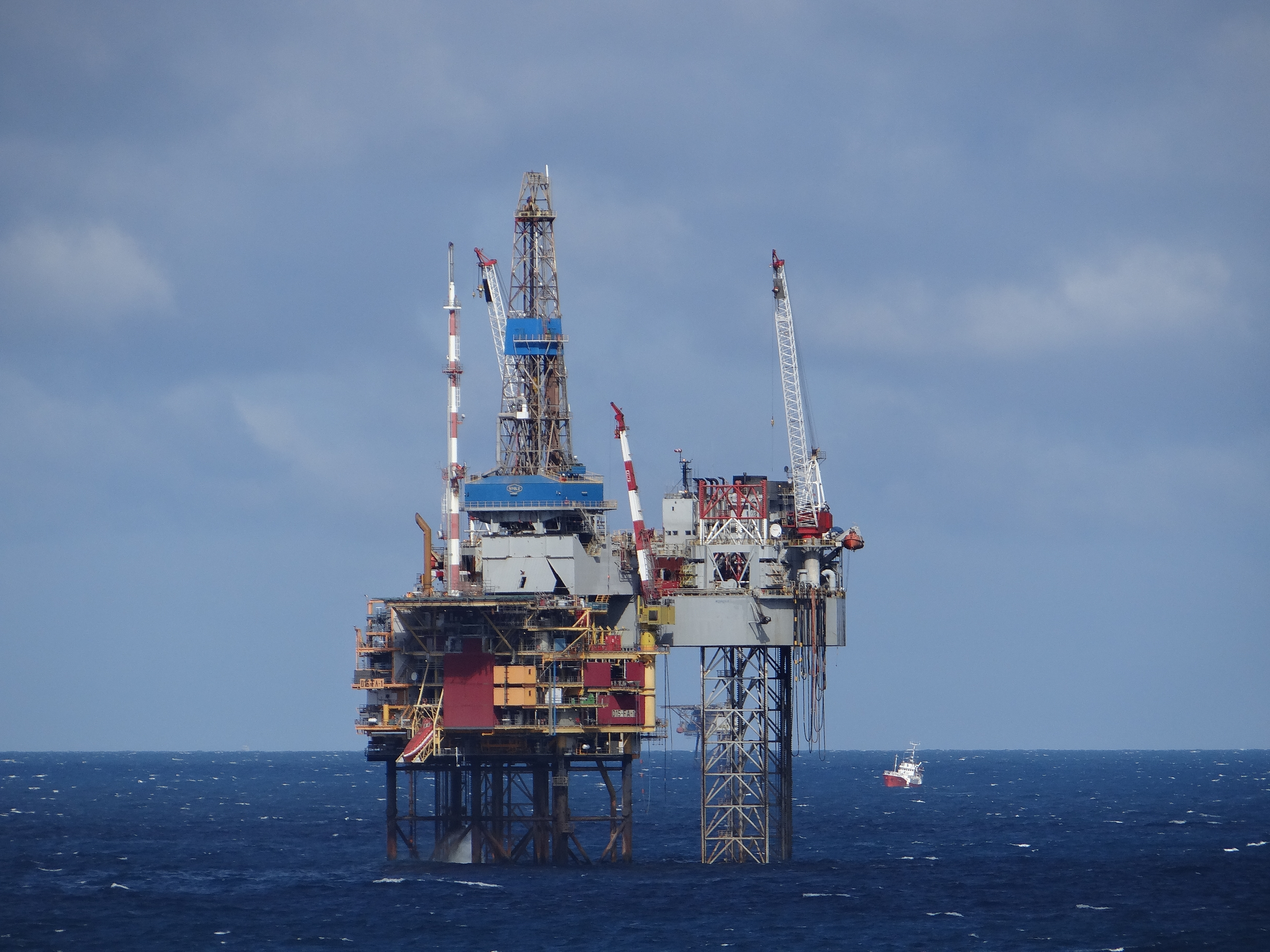
Plataforma petrolífera do Mar do Norte

As descargas de água produzida (PW) da extração de petróleo resultam na emissão de PAH ( Hidrocarbonetos Poliaromáticos ) no oceano. Aproximadamente 400 milhões de toneladas de descarga PW são liberadas anualmente de campos de petróleo no Mar do Norte, descargas britânicas e norueguesas combinadas. A descarga de PW é o maior evento de emissão no ambiente marinho mundial e é resultado da produção offshore de petróleo e gás. A composição dos materiais no PW depende das características da região. No entanto, o PW contém principalmente uma mistura de alguns produtos selecionados, como água de formação, petróleo, gás, água salgada e produtos químicos adicionados. Assim como o PW, a composição da água de formação também depende de seu entorno, embora consista principalmente de compostos inorgânicos e orgânicos dissolvidos. A PW foi responsável pela liberação de 129 toneladas de PAHs em 2017.  Devido à presença de substâncias químicas nocivas no PW, é responsável por evocar respostas tóxicas no ambiente circundante. Por exemplo, pesquisas feitas na Plataforma Continental Norueguesa (NCS) descobriram que os PAHs liberados por PW eram responsáveis por mudanças biológicas no mexilhão e no bacalhau do Atlântico. A formação da carga de PAH causou danos no DNA e histoquímica da glândula digestiva no mexilhão. Os PAHs também representam uma séria ameaça à saúde humana. A exposição a longo prazo aos PAHs tem sido associada a uma série de problemas de saúde, como câncer de pulmão, pele, bexiga e gastrointestinal.

## Impactos globais

### Das Alterações Climáticas
As emissões da extração, refinamento, transporte e consumo de petróleo causaram mudanças nos níveis de gases de efeito estufa naturais do nosso meio ambiente, mais significativamente nossas emissões de dióxido de carbono . O dióxido de carbono é um gás de efeito estufa que atrai calor para manter a temperatura do nosso planeta abaixo de zero mas a quantidade excessiva de dióxido de carbono em nossa atmosfera de coisas como a indústria do petróleo causou um desequilíbrio. O químico sueco do Nobel Svante Arrhenius criou um modelo matemático que mostrou que um aumento de dióxido de carbono resulta em um aumento na temperatura da superfície. Além disso, essas emissões estão em um nível recorde e o IPCC (2007) afirma que o sistema climático da Terra aquecerá 3 graus Celsius para duplicar o dióxido de carbono. Esses números são preocupantes, pois a mudança climática resultante causará furacões e tempestades mais intensos, aumento das secas e ondas de calor, inundações frequentes e incêndios florestais mais graves.

### acidificação do oceano
Seguindo o ciclo do carbono, o dióxido de carbono entra em nossos oceanos onde reage com as moléculas de água e produz uma substância chamada ácido carbônico. Esse aumento de ácido carbônico baixou o pH de nossos oceanos, causando aumento de acidez. Desde a Revolução Industrial, o início da indústria do petróleo, o pH dos nossos oceanos caiu de 8,21 para 8,10. Pode não parecer muito, mas essa mudança mostra um aumento de 30% na acidez que causou muitos problemas para nossa vida marinha. À medida que nossos oceanos continuam a acidificar, há menos íons carbonato disponíveis para calcificação, o que significa que os organismos têm dificuldade em construir e manter suas conchas e esqueletos. Com base em nossos níveis atuais de dióxido de carbono, nossos oceanos podem ter um nível de pH de 7,8 até o final deste século.

## Subsídios
As sociedades humanas modernas utilizam energia barata e abundante para promover o crescimento econômico e manter a estabilidade política . As instituições governamentais e econômicas em todo o mundo reduzem os preços e aumentam a oferta de combustíveis fósseis para consumidores e produtores, fornecendo várias formas de apoio financeiro à indústria. Isso inclui subsídios tradicionais como pagamentos diretos, preferências fiscais, subsídios de esgotamento, subsídios para pesquisa e desenvolvimento e a remoção de proteções ambientais existentes. Considerando todas as formas de apoio, a maior assistência aos combustíveis fósseis surge do fracasso dos governos em repassar a maior parte dos custos dos impactos ambientais e à saúde humana dos resíduos.
A contabilidade da Agência Internacional de Energia e da OCDE indica que os subsídios tradicionais em todo o mundo totalizaram cerca de US$ 400-600 Bilhões anualmente durante os anos de 2010-2015, e permaneceu perto de US $ 400 Bilhões no ano de 2018 com 40% indo para o petróleo. Em comparação, um grupo de trabalho do Fundo Monetário Internacional estima que todo o apoio à indústria de combustíveis fósseis totalizou cerca de US$ 5,2 Trilhões (6,4% do produto interno bruto global) durante o ano de 2017. Os maiores subsidiadores foram China, Estados Unidos, Rússia, União Européia e Índia, que juntos responderam por cerca de 60% do total.
De acordo com a teoria da competição de mercado ideal, preços precisos poderiam agir para impulsionar escolhas mais responsáveis da indústria e do consumidor que reduzam o desperdício e a escassez de longo prazo. A eliminação de subsídios e a implementação de taxas de carbono para obter preços precisos teriam seus efeitos mais diretos do lado da oferta da indústria. Por outro lado, o objetivo de alguns mecanismos de impostos e comércio de carbono é reforçar a precisão dos preços do lado do consumo.

### Conservação e eliminação
Muitos países em todo o mundo têm subsídios e políticas destinadas a reduzir o uso de petróleo e combustíveis fósseis. Exemplos incluem a China, que deixou de fornecer subsídios para combustíveis fósseis para fornecer subsídios para energia renovável. Outros exemplos incluem a Suécia, que criou leis destinadas a eliminar gradualmente o uso de petróleo, conhecido como plano de 15 anos. Essas políticas têm seus benefícios e seus desafios e cada país teve suas experiências diferentes. Na China, foram observados benefícios positivos no sistema energético devido aos maiores subsídios às energias renováveis de três maneiras. Tornou o consumo de energia mais limpo devido à mudança para fontes mais limpas. Em segundo lugar, ajudou a aumentar a eficiência e, em terceiro lugar, resolveu o problema de distribuição e consumo desequilibrados. No entanto, a partir da experiência chinesa, foram observados desafios. Esses desafios incluíam desafios econômicos, como benefícios econômicos inicialmente mais baixos para subsídios de energia renovável do que para petróleo. Outros desafios incluíam um alto custo de pesquisa e desenvolvimento, a incerteza do custo e investimentos potencialmente de alto risco. Esses fatores tornam o desenvolvimento de energia renovável muito dependente do apoio do governo. No entanto, os objetivos de eliminar gradualmente os combustíveis fósseis e o uso de petróleo também podem apresentar benefícios econômicos, como o aumento do investimento. Esta estratégia pode ajudar a alcançar objetivos sociais, por exemplo, a redução da poluição, que pode se traduzir em melhores resultados ambientais e de saúde.
Outra opção para economizar energia e eliminar o uso de petróleo é adotar novas tecnologias para aumentar a eficiência. Isso pode incluir mudanças nos métodos de produção e nos modos de transporte.

### Substituição de outras fontes de energia
Alternativas ao petróleo podem incluir o uso de outras fontes de energia “mais limpas”, como energia renovável, gás natural ou biodiesel . Algumas das alternativas têm seus pontos fortes e limitações que podem impactar na possibilidade de adotá-las no futuro.
O uso de etanol à base de milho pode ser uma alternativa ao uso de petróleo. No entanto, estudos que concluíram que o etanol à base de milho utiliza menos energia líquida não considera os coprodutos da produção. As tecnologias atuais de etanol de milho são muito menos intensivas em petróleo do que a gasolina, mas têm níveis de emissão de GEE semelhantes aos da gasolina. A literatura não está muito clara sobre quais seriam as mudanças nas emissões de GEE com a adoção do etanol à base de milho para o biodiesel. Alguns estudos relatam um aumento de 20% nas emissões de GEE e alguns relatam uma redução de 32%. No entanto, o número real pode ser uma redução de 13% nas emissões de GEE, o que não é uma diminuição significativa. O futuro do biodiesel pode estar adotando a tecnologia de etanol de celulose para produzir biodiesel, pois essa tecnologia contribuirá para a diminuição das emissões.
Também existem alternativas de energia renovável. Estes incluem energia solar, energia eólica, geotérmica e hidroeletricidade, bem como outras fontes. Diz-se que essas fontes têm emissões muito mais baixas e produtos secundários quase mínimos. A produção de energia renovável está projetada para crescer em quase todas as regiões do mundo. O gás natural também é visto como uma alternativa potencial ao petróleo. O gás natural é muito mais limpo que o petróleo em termos de emissões. No entanto, o gás natural tem sua limitação em termos de produção em massa. Por exemplo, para mudar de petróleo bruto para gás natural, há mudanças técnicas e de rede que precisam ocorrer antes que a implementação possa ser concluída. Duas estratégias possíveis são primeiro desenvolver a tecnologia de uso final primeiro ou segundo é mudar completamente a infraestrutura de combustível.

### Uso de biomassa em vez de petróleo
A biomassa está se tornando uma opção potencial como substituto do petróleo. Isso se deve ao aumento dos impactos ambientais do petróleo e ao desejo de reduzir o uso de petróleo. Os substitutos potenciais incluem celulose de materiais vegetais fibrosos como substituto para produtos à base de óleo. Plásticos podem ser criados por celulose em vez de óleo e gordura vegetal pode ser substituída por óleo para abastecer carros. Para que a biomassa tenha sucesso, é necessário que haja uma integração de diferentes tecnologias para diferentes matérias-primas de biomassa para produzir diferentes bioprodutos. Os incentivos para a biomassa são a diminuição do dióxido de carbono, a necessidade de um novo fornecimento de energia e a necessidade de revitalizar as áreas rurais.

### Medidas de segurança
Há também o potencial de implementar muitas tecnologias como medidas de segurança para mitigar os riscos de segurança e saúde da indústria do petróleo. Entre elas estão medidas para reduzir derramamentos de óleo, pisos falsos para evitar pingos de gasolina no lençol freático e navios-tanque de casco duplo. Uma tecnologia relativamente nova que pode mitigar a poluição do ar é chamada de biofiltração. A biofiltragem é onde os gases de escape que possuem VOCs biodegradáveis ou toxinas inorgânicas do ar são liberados através de um material biologicamente ativo. Esta tecnologia é usada com sucesso na Alemanha e na Holanda principalmente para controle de odor . Existem custos mais baixos e os benefícios ambientais incluem baixos requisitos de energia.